# Roger Crouzet
Pour les articles homonymes, voir Crouzet.
Roger Crouzet est un acteur français, né le 3 juillet 1927 à Marseille et mort le 13 novembre 2000 dans le 14e arrondissement de Paris.
Très actif dans le doublage, il a notamment été la voix française de Joe Pesci (dont Leo Getz dans la saga L'Arme fatale).

## Biographie

### Carrière
Acteur de théâtre, il a joué dans plusieurs pièces dont Le Repas des fauves, mise en scène de 1960, ou encore Douze Hommes en colère en 1970.
Au cinéma, il a joué dans le film Le Silencieux (1972) de Claude Pinoteau, aux côtés de Lino Ventura.
En parallèle, il faisait partie de ces grands comédiens pratiquant le doublage dont la voix reste facilement reconnaissable. Activement présent dans ce domaine, il a notamment été la voix française de Joe Pesci (dont Leo Getz dans la saga L'Arme fatale, JFK, L'Œil public, etc.), une des voix de Jack Kehoe, Harris Yulin et a aussi doublé des acteurs comme David Carradine, Woody Allen, Paul Reiser, Pat Morita ou encore Dennis Hopper.
Il a également doublé quelques personnages dans la série d'animation Batman en 1992, dont Temple Fugate (le roi du temps), le personnage qui est obsédé par sa vengeance contre le maire de Gotham (épisode 25).
Il fait sa dernière apparition avec le rôle de Doucet dans le film Un crime au Paradis de Jean Becker, en 2000.

### Vie privée
Il était le mari de Monique Thierry et le père de Vincent et Laurence Crouzet, tous actifs dans le domaine du doublage.

### Mort
Il meurt le 13 novembre 2000 dans le 14e arrondissement de Paris, à l'âge de 73 ans.

## Théâtre
- 1960 : Le Repas des fauves de Vahé Katcha, mise en scène André Charpak, théâtre de l'Alliance française
- 1960 : Ana d'Eboli de Pierre Ordioni, mise en scène Pierre Valde, théâtre Charles de Rochefort
- 1961 : Le Cheval chinois d'Armando Curcio, théâtre Charles de Rochefort
- 1961 : Gorgonio de Tullio Pinelli, mise en scène Claude Sainval, Comédie des Champs-Élysées
- 1963 : La Danse de mort d'August Strindberg, mise en scène Michel Vitold et Frédéric Bart, théâtre de Lutèce
- 1968 : Le Truffador de et mis en scène par Jean Canolle, théâtre de la Michodière
- 1970 : Douze Hommes en colère de Reginald Rose, mise en scène Michel Vitold, théâtre Marigny
- 1973 : Seul le poisson rouge est au courant de Jean Barbier et Dominique Nohain, mise en scène Dominique Nohain, théâtre Charles de Rochefort
- 1974 : La Chambre mandarine de Robert Thomas, mise en scène François Guérin, théâtre des Nouveautés
- 1984 : La Panne de Friedrich Dürrenmatt, mise en scène Oscar Essler, Carré Silvia Monfort
- 1985 : L'Éternel Mari d'après Fiodor Dostoïevski, mise en scène Jacques Mauclair, théâtre du Marais

## Filmographie

### Cinéma
- 1953 : Le Grand Pavois de Jack Pinoteau
- 1953 : Jeunes Mariés de Gilles Grangier
- 1953 : Les Lettres de mon moulin de Marcel Pagnol
- 1959 : La Nuit des espions de Robert Hossein
- 1960 : Les filles sèment le vent de Louis Soulanes
- 1960 : Ravissante de Robert Lamoureux
- 1967 : Le Voleur de Louis Malle : Mouratet
- 1969 : Les Choses de la vie de Claude Sautet
- 1969 : Une drôle de bourrique / L'âne de Zigliara de Jean Canolle
- 1972 : Le Silencieux de Claude Pinoteau
- 1975 : Le Pays bleu de Jean-Charles Tacchella
- 1978 : Feux de nuit de Bernard Marzolf - court métrage -
- 1980 : Retour à Marseille de René Allio
- 1984 : Mesrine d'André Genovès : le ministre de l'intérieur
- 2000 : Un crime au Paradis de Jean Becker : Doucet

### Télévision
- 1956 : En votre âme et conscience, épisode : La Mort de Monsieur de Marcellange de  Claude Barma
- 1958 : En votre âme et conscience :  Les Traditions du moment ou l'Affaire Fualdès de Claude Barma
- 1959 : En votre âme et conscience :  L'Affaire Troppmann ou "les Ruines de Herrenfluh" de Claude Barma
- 1963 : Le Théâtre de la jeunesse : Jean Valjean d'après Les Misérables de Victor Hugo, réalisation Alain Boudet
- 1963 : La caméra explore le temps : La Vérité sur l'affaire du courrier de Lyon, deux épisodes de Stellio Lorenzi, André Castelot et Alain Decaux : Dubosq
- 1964 : La caméra explore le temps : La Terreur et la Vertu : Danton - Robespierre, deux épisodes de Stellio Lorenzi, André Castelot et Alain Decaux : Camille Desmoulins
- 1966 : La Mouette (d'Anton Tchekhov), téléfilm de Gilbert Pineau : Medvedenko
- 1966 : En votre âme et conscience, épisode : La Carte de visite de  Pierre Nivollet
- 1967 : Le Fabuleux Grimoire de Nicolas Flamel, épisode de la série  Le Tribunal de l'impossible de Guy Lessertisseur : Dubois
- 1967 : En votre âme et conscience, épisode : Entre deux heures du matin et neuf heures et demi le soir de  Jean Bertho
- 1970 : Au théâtre ce soir : Douze hommes en colère de Reginald Rose, mise en scène Michel Vitold, réalisation Pierre Sabbagh, théâtre Marigny
- 1974 : La Folie des bêtes, feuilleton télévisé de Fernand Marzelle
- 1974 : Le Tribunal de l'impossible, épisode « Le baquet de Frédéric-Antoine Mesmer », réalisation de Michel Subiela
- 1976 : Au théâtre ce soir : Le Pirate de Raymond Castans, mise en scène Jacques Sereys, réalisation Pierre Sabbagh, théâtre Édouard VII
- 1976 : Au théâtre ce soir : Seul le poisson rouge est au courant de Jean Barbier et Dominique Nohain, mise en scène Dominique Nohain, réalisation Pierre Sabbagh, théâtre Édouard VII
- 1976 : Le Collectionneur de cerveaux ou Les Robots pensants de Michel Subiela
- 1978 : Émile Zola ou la Conscience humaine, feuilleton télévisé de Stellio Lorenzi
- 1978 : Messieurs les Jurés : L'Affaire Heurteloup de Boramy Tioulong
- 1979 : Médecins de nuit de Pierre Lary, épisode : Les Margiis (série télévisée)
- 1980 : La fin du Marquisat d'Aurel, feuilleton TV
- 1982 : Joëlle Mazart (série TV)

## Doublage

### Cinéma

#### Films
- Joe Pesci dans :
  - L'Arme fatale 2 : Leo Getz
  - Une trop belle cible : Leo Carelli
  - JFK : David Ferrie
  - L'Œil public : Leon « Bernzy » Bernstein
  - L'Arme fatale 3 : Leo Getz
  - Il était une fois le Bronx : Carmine
  - 8 Têtes dans un sac : Tommy
  - L'Arme fatale 4 : Leo Getz

- Jack Kehoe dans :
  - La Nuit des juges : Hingle
  - Les Incorruptibles : Walter Payne
  - Le Journal : Phil

- Philip Stone dans :
  - Orange mécanique : Le père d'Alex
  - Barry Lyndon : Graham

- Roddy McDowall dans :
  - La Maison des damnés : Benjamin Fischer
  - Larry le dingue, Mary la garce : George Stanton

- Charles Martin Smith dans :
  - American Graffiti : Terry Fields dit « la grenouille »
  - American Graffiti, la suite : Terry Fields dit « l'affreux »

- Matt Clark dans :
  - Le Flic ricanant : Le médecin légiste
  - Brubaker : Roy Purcell

- Harris Yulin dans :
  - Le flic se rebiffe : Casey
  - Scarface : Mel Bernstein

- Billy Barty dans :
  - Drôle d'embrouille : J.J. MacKuen
  - L'Arme au poing : Dominic Carbon

- 1940[3] : Le Dictateur : le soldat saisissant les tomates (Hank Mann)
- 1942[4] : Casablanca : Berger (John Qualen)
- 1961 : Le Zinzin d'Hollywood : A. D. (Dick Wesson)
- 1961 : La Ballade des sans-espoir : Benny Flowers (Everett Chambers)
- 1961 : Don Camillo Monseigneur : Don Carlino (Armando Bandini (en))
- 1963 : La Souris sur la Lune : Vincent Mountjoy (Bernard Cribbins)
- 1966 : Les Colts de la violence : l'homme du bar (Gino Marturano)
- 1967 : L'Affaire Al Capone : Bobo Borotto (Tom Signorelli)
- 1970 : Le Clan des McMasters : Plume blanche (David Carradine)
- 1970 : Une fille dans ma soupe : M. Fournier (Thorley Walters)
- 1971 : Charlie et la Chocolaterie : l'opérateur (Tim Brooke-Taylor) (1er doublage)
- 1971 : Et viva la révolution ! : le capitaine[Qui ?]
- 1971 : La Rage du tigre : divers personnages (1er doublage)
- 1972 : Tombe les filles et tais-toi : Allan Félix (Woody Allen)
- 1972 : Gunn la gâchette : le drogué (Jay Montgomery)
- 1973 : La Bataille de la planète des singes : Virgil (Paul Williams)
- 1973 : Sœurs de sang : Emil Breton (William Finley)
- 1973 : Ne vous retournez pas : L'inspecteur Longhi (Renato Scarpa)
- 1973 : Le Privé : Le docteur Verringer (Henry Gibson)
- 1973 : Les Anges mangent aussi des fayots : Cobra, l'homme de main d'Angelo (Riccardo Pizzuti)
- 1974 : Attention, on va s'fâcher ! : Le gangster saccageur[Qui ?]
- 1974 : En voiture, Simone : Schultz (Nicholas Loukes)
- 1974 : 747 en péril : Barney (Sid Caesar)
- 1975 : Le Frère le plus fûté de Sherlock Holmes : Orville Sacker (Marty Feldman)
- 1975 : Mandingo : un marchand d'esclaves[Qui ?]
- 1976 : Les Rescapés du futur : Le présentateur du jeu télévisé (Allen Ludden)
- 1976 : Gator de Burt Reynolds : Jack Bridger (John Nicholson)
- 1976 : La Bataille de Midway : soldat Andy (Chuck Morrell)
- 1976 : Un dimanche noir : le détective (Charles Honce)
- 1976 : La Carrière d'une femme de chambre : un invité à la soirée[Qui ?]
- 1976 : Week-end sauvage : Runt (Richard Ayres)
- 1977 : Les Duellistes : le chevalier témoin de Féraud (John McEnery) et le chirurgien (Anthony Douse)
- 1977 : MacArthur, le général rebelle : Castro (Jesse Dizon)
- 1977 : Bande de flics : Le lieutenant Finque (David Spielberg)
- 1978 : La Grande Attaque du train d'or : Henry Fowler (Malcolm Ferris)
- 1978 : La Cible étoilée : Colonel Robert Dawson (Bruce Davison)
- 1978 : American College : Kent « Flounder » Dorfman (Stephen Furst)
- 1978 : Sauvez le Neptune : l'opérateur radar[Qui ?]
- 1978 : Morts suspectes : Dr Jerry Marcus (Alan Haufrect)
- 1980 : Les Loups de haute mer : Herring (David Wood)
- 1980 : Stardust Memories : l'admirateur tirant sur Sandy (Philip Lenkowsky)
- 1980 : Héros d'apocalypse : Weed (Dino Conti)
- 1980 : La Fureur du juste : M. Beedy (Tracey Walter)
- 1980 : Cobra : Serge Kandinsky (Michele Soavi)
- 1981 : Absence de malice : Dist. Atty. James A. Quinn (Don Hood)
- 1981 : Le Policeman : Dacey (Clifford Davis)
- 1982 : Y a-t-il enfin un pilote dans l'avion ? : Le père O'Flanagan (John Noble)
- 1982 : Dressé pour tuer : Vet (Vernon Weddle)
- 1982 : Star Trek 2 : La Colère de Khan : Jedda (John Vargas)
- 1982 : Hammett : Pops (Royal Dano)
- 1983 : Escroc, Macho et Gigolo : le docteur[Qui ?]
- 1984 : L'Histoire sans fin : Wuschwusul (Tilo Prückner)
- 1984 : Le Flic de Beverly Hills : Le dispatcheur (David Wells)
- 1984 : L'Aube rouge : Le maire Bates (Lane Smith)
- 1984 : Dreamscape : Snead (Redmond Gleeson)
- 1984 : Top secret ! : Dr Paul Flammond (Michael Gough)
- 1984 : La Belle et l'Ordinateur : le chef d'orchestre (Harry Rabinowitz)
- 1984 : Tank : Aavery (Don Young)
- 1984 : Le Meilleur : Sam Simpson (John Finnegan)
- 1985 : La Rose pourpre du Caire : Jason (John Wood)
- 1985 : Legend : Blix (Alice Playten)
- 1985 : Sale temps pour un flic : Felix Scalese (Nathan Davis)
- 1985 : Cannonball 2 : Melvin (Mel Tillis)
- 1986 : Police Academy 3 : Cadet Sweetchuck (Tim Kazurinsky)
- 1986 : Aliens, le retour : Carter J. Burke (Paul Reiser)
- 1986 : Le Clochard de Beverly Hills : Nagamichi (Michael Yama)
- 1987 : L'Aventure intérieure : Docteur Greenbush (William Schallert)
- 1987 : La Pie voleuse : Vincent DiCarno dit Knobby (Larry Mintz)
- 1987 : Mannequin : le jardinier[Qui ?]
- 1988 : Action Jackson : Raymond Foss (Edgar Small)
- 1989 : Marquis : Lupino (voix)
- 1989 : Les Feebles : Arthur le ver (Peter Vere-Jones)
- 1990 : Le Parrain 3 : Marty Parisi (Mickey Knox)
- 1990 : La Maison Russie : Walter (Ken Russell)
- 1990 : Filofax : Walter Bentley (Stephen Elliott)
- 1990 : Les Sorcières : Mr. Jenkins (Bill Paterson)
- 1991 : The Rocketeer : L'agent "Wooly" Wolinski (James Handy)
- 1992 : Piège en haute mer : Pitt (Richard Andrew Jones)
- 1992 : Sidekicks : Lee Chan (Mako)
- 1993 : Les Grincheux : Snyder (Buck Henry)
- 1993 : Philadelphia Experiment II : le professeur Longstreet (James Greene)
- 1993 : Même les cow-girls ont du vague à l'âme : The Chink (Pat Morita)
- 1993 : L'Extrême Limite : Rudolph « Red » Diamond (Dennis Hopper)
- 1993 : Excessive Force : Salvatore DiMarco (Burt Young)
- 1994 : Y a-t-il un flic pour sauver Hollywood ? : Ted Olsen (Ed Williams)
- 1994 : Le Silence des jambons : Le sergent (Larry Storch)
- 1994 : The Shadow : Le chauffeur de taxi (Larry Hankin)
- 1994 : Milliardaire malgré lui : Walter Zakuto (Red Buttons)
- 1995 : Le Cavalier du Diable : Le gardien de la crypte (John Kassir) (voix)
- 1996 : Pour l'amour de l'art : Beano Callahan (Wayne Robson)
- 1999 : À contre-courant : Le juge Wooley (Ken Jenkins)

#### Films d'animation
- 1975 : La Flûte à six schtroumpfs : Schtroumpf #2
- 1978 : La Folle Escapade : Pichet (1er doublage)
- 1996 : Aladdin et le Roi des voleurs : Le garde
- 2000 : Les Aventures de Tigrou : Porcinet (John Fiedler)

### Télévision

#### Téléfilms
- 1984 : La Guerre des casinos : Jimmie Weldstrom (Dennis Holahan)
- 1992 : A.B.C. contre Poirot : Alexander Bonaparte Cust (Donald Sumpter)

#### Séries télévisées
- 1983-1984 : Sharivan : Professeur Kom (Toshiaki Nishizawa) / Satanakahn
- 1985 : La Cinquième Dimension : Liam O'Shaughnessy (Hamilton Camp) (saison 1, épisode 34)
- 1992 : Batman : Temple Fugate (épisode 25), le Dr Milo (épisode 43), Sidney Debris / Sid l'Encornet (épisode 51)
- 1996 : Loïs et Clark : H.G. Wells. (Terry Kiser) (saison 4, épisode 4 -  Partenaires dans l'âme)